# Jörg Demus
Jörg Demus est un pianiste autrichien, né le 2 décembre 1928 à Sankt Pölten et mort le 16 avril 2019 à Vienne.

## Biographie
Jörg Demus étudie à l'Académie de musique de Vienne et commence sa carrière dans cette ville en 1953. En 1956, il gagne le premier prix du Concours international de piano Ferruccio Busoni.
Il a beaucoup joué de musique de chambre en tant qu'accompagnateur, notamment aux côtés d'Elisabeth Schwarzkopf, d'Elly Ameling, de Dietrich Fischer-Dieskau ou encore de Josef Suk.
En tant que soliste, il utilise à la fois des instruments modernes et des instruments d'époque. Il a collaboré avec Paul Badura-Skoda lors de concerts de piano à quatre mains et également pour la publication d'un ouvrage traitant de l'interprétation des sonates pour piano de Beethoven.
Il a acquis deux châteaux en France, celui de Rochemeau dans le département de la Vienne, et celui de Thouron dans la Haute-Vienne. Sa collection d'instruments comprenait quatre vingt pianos et clavecins, dont vingt au Château de Thouron. 
Après son décès survenu à l'âge de 90 ans le 16 avril 2019 à Vienne, des squatteurs ont vandalisé ce château. Un piano était démantelé et servait de bois à brûler ; des visiteurs au château ont aussi déféqué sur d'autres instruments. Des vandales ont non seulement ravagé la collection d'instruments, mais ont aussi détruit et volé des meubles et des boiseries à l'intérieur du château,.
Il est inhumé au Friedhof Döbling de Vienne.

## Discographie
Jörg Demus a d'abord enregistré pour Nixa, Remington et Westminster au début des années 1950, puis pour Deutsche Grammophon (notamment avec Dietrich Fischer-Dieskau) ou Archiv pour la musique ancienne, Amadeo (intégrale Debussy), Vanguard (avec Antonio Janigro), Harmonia Mundi (DHM avec le Collegium Aureum ou RCA Victrola) et ses derniers enregistrements pour Gramola. Quelques titres figurent aux catalogues des labels Pavane Records, Saphir Productions, Berlin Classics, MDG, Nuova Era (intégrale Schumann), Philips et EMI (avec Elly Ameling ou Olga Warla), Vega et Valois (un Schumann et des Schubert et Mozart à quatre mains avec Paul Badura-Skoda), JVC et MCA Classics (Bach et de la musique de chambre avec le Quatuor Barylli à la fin des années 1950). Nombre d'enregistrements des années 1950/1960 reparaissent sous diverses licences.
L'accompagnateur
- Schumann, Dichterliebe, avec Dietrich Fischer-Dieskau (1957, DG) (OCLC 1183624548)
- Franz Schubert, Goethe Lieder, avec Dietrich Fischer-Dieskau (1959, DG) (OCLC 1083810062)
- Schubert, Winterreise, avec Dietrich Fischer-Dieskau (mai 1965, DG 447 421-2) (OCLC 34741965)
- Beethoven, An die ferne Geliebte, avec Dietrich Fischer-Dieskau (14-18 avril 1966, DG) (OCLC 987959271)

Le soliste
- Wolfgang Amadeus Mozart, Fantaisies KV 475, 396, 394, 395, 397 (Harmonia Mundi HM 484)
- Mozart, Concertos pour piano KV 246, 488, 537 (Harmonia Mundi VD 77560)
- Mozart, Concertos pour piano KV 467, 595 (Harmonia Mundi VD 77564)
- Debussy, Fauré, Franck, Concertos pour piano (Christoforus Digital, 1990)